# Kanton Nogent-sur-Marne
Het kanton Nogent-sur-Marne is een Frans kanton in het arrondissement Nogent-sur-Marne in de regio Île-de-France. Het kanton heeft in 2017 : 65.787 inwoners op een oppervlakte van 3.96 km² met een bevolkingsdichtheid van 16613 inw/km².

## Gemeenten
Het kanton Nogent-sur-Marne omvatte tot 2014 enkel de gemeente Nogent-sur-Marne.
 Door de herindeling van de kantons bij decreet van 17 februari 2014, met uitwerking in maart 2015, werd de gemeente Le Perreux-sur-Marne aan het kanton toegevoegd, terwijl een westelijk deel van Nogent-sur-Seine werd overgeheveld naar het kanton  Charenton-le-Pont.